# Eburneana scharffi
Eburneana scharffi är en spindelart som beskrevs av Wesolowska, Szüts 200. Eburneana scharffi ingår i släktet Eburneana och familjen hoppspindlar. Inga underarter finns listade i Catalogue of Life.